# Incidente del autobús 300
El incidente del autobús 300 (en hebreo, פרשת קו 300), también conocido como el incidente del Kav 300, tuvo lugar en 1984, cuando cuatro milicianos palestinos armados provenientes de la Franja de Gaza llegaron a Asdod, Israel, subieron como pasajeros a un autobús Egged que operaba en la ruta interurbana 300 en el que viajaban 41 pasajeros y lo secuestraron para exigir la liberación de 500 detenidos de a Fatah  encarcelados en Israel, amenazando con detonar una maleta explosiva. Mantuvieron el autobús 300 con  rehenes durante toda la noche del jueves al viernes, atravesando varios controles policiales israelíes.Un comando del Sayeret Matkal, bajo las órdenes del brigadier-general Yitzhak Mordechai asaltó el autobús disparando a los secuestradores a través de las ventanas del vehículo. Los soldados mataron a dos de los secuestradores durante la operación, capturaron a los dos restantes y liberaron a todos los rehenes salvo una mujer que había sido asesinada.
El escándalo se dio cuando se supo que después del rescate de los pasajeros, miembros del Shin Bet habían ejecutado a dos secuestradores palestinos  una vez que ya habían sido capturados.  El asunto provocó una conmoción en Israel por el encubrimiento y las mentiras y generó una grave crisis en esta agencia de seguridad interna de Israel y en sus relaciones con otras agencias gubernamentales. Como consecuencia de este escándalo se estableció la Comisión Landau con el objetivo de investigar los métodos del Shin Bet.En 1985, un general del ejército israelí llamado Yitzhak Mordechai fue absuelto de los cargos relacionados con las muertes de los secuestradores capturados. En 1986, el Consejero Jurídico del Gobierno de Israel, Yitzhak Zamir, se vio obligado a dimitir tras negarse a cerrar una investigación sobre el papel del Shin Bet en el incidente.

## Secuestro del autobús 300
El jueves 12 de abril de 1984, cuatro milicianos palestinos armados provenientes de la Franja de Gaza llegaron a Asdod y subieron como pasajeros a un autobús Egged que operaba en la ruta interurbana 300, que une las ciudades de Tel Aviv y Ascalón. En total, el autobús llevaba 41 pasajeros. Poco después de que abandonase la estación de autobuses, en torno a las 19:30, los milicianos palestinos secuestraron el autobús 300. Uno de los pasajeros del autobús resultó herido grave durante los altercados que tuvieron lugar para tomar el control del vehículo. Los secuestradores declararon que iban armados con cuchillos y con una maleta que contenía dos proyectiles antitanque, y amenazaron con detonar esta última. Tras tomar el control, los secuestradores obligaron al conductor del autobús a cambiar de dirección y dirigirse hacia Rafah, en la frontera con Egipto. Mantuvieron el autobús 300 con  rehenes durante toda la noche del jueves al viernes, atravesando varios controles policiales israelíes.
Poco después del secuestro del autobús, los secuestradores liberaron a una mujer embarazada al sur de Asdod. Esta hizo autoestop hasta a una gasolinera y desde allí alertó a las autoridades. Como resultado,el ejército israelí comenzó la persecución del autobús.
El autobús, que iba a 120 km/h, destrozó dos bloques de carretera sencillos antes de que francotiradores israelíes dispararan a los neumáticos del autobús y consiguieran deshabilitarlo cerca del campamento de refugiados de Deir el-Balah, en la Franza de Gaza, a tan solo 16 kilómetros de la frontera egipcia. Cuando el autobús se detuvo, unos nueve pasajeros consiguieron huir a través de una puerta abierta.
Diversos periodistas israelíes comenzaron a llegar al lugar donde se encontraba el autobús. También estaban presentes altos cargos militares y políticos israelíes, incluidos el Jefe del Estado Mayor Moshe Levi, el ministro de Defensa Moshe Arens, y el director del Shin Bet (el servicio de inteligencia interior de Israel), Avraham Shalom.
Los secuestradores, que mantenían a los pasajeros del autobús como rehenes, reclamaron la liberación de 500 presos árabes encarcelados en Israel y un salvoconducto hacia Egipto para sí mismos. Añadieron que no dudarían en detonar su maleta cargada de explosivos y matar a todos los pasajeros del autobús si no se cumplían sus demandas.
En el transcurso de las negociaciones, los agentes del Shin Bet presentes en el lugar concluyeron rápidamente que los secuestradores se estaban comportando como aficionados. Uno de estos agentes declararía posteriormente que "resulta un tanto ridículo llamar a esta negociación con rehenes un ataque terrorista", tras lo que añadió que los cuatro milicianos no suponían riesgo alguno.

### Operación de rescate
Tras largas negociaciones, alrededor de las 7 de la mañana del 13 de abril, un comando especial del Sayeret Matkal bajo las órdenes del brigadier-general Yitzhak Mordechai asaltó el autobús disparando a los secuestradores a través de las ventanas del vehículo. Los soldados mataron a dos de los secuestradores durante la operación, capturaron a los dos restantes y liberaron a todos los rehenes salvo una, la soldado de 19 años Irit Portuguez, que fue abatida por los propios soldados durante el rescate. Siete pasajeros resultaron heridos durante el transcurso de la operación, uno de ellos de gravedad.

### Ejecución de los dos secuestradores capturados
Dos secuestradores fueron capturados vivos, tras lo que los ataron y los llevaron a un descampado cercano, donde fueron golpeados por un grupo de personas reunidas en torno a ellos. El director del Shin Bet, Avraham Shalom, y el Jefe de Operaciones de esta misma agencia, Ehud Yatom, se acercaron a los presos maniatados. Antes de marcharse, Shalom ordenó a Yatom que los ejecutara.
"Por lo tanto, Yatom y varios miembros del Shin Bet llevaron a los hombres a un vehículo y les condujeron a un lugar aislado, donde ambos fueron golpeados hasta la muerte con piedras y barras de hierro."
En un principio, la censura del ejército israelí prohibió la cobertura mediática del secuestro. Aunque en un principio se había anunciado mediante un comunicado militar que dos de los secuestradores habían muerto y otros dos estaban detenidos, poco después se rectificó esta noticia y se informó de que los cuatro secuestradores habían muerto en el asalto. Así pues, las primeras noticias que aparecieron en Israel y en el resto del mundo informaban de que todos los secuestradores habían muerto durante la operación. No obstante, tres días después, el periódico israelí Hadashot informó de que dos de los secuestradores habían sido capturados vivos citando una noticia de The New York Times, consiguiendo así saltarse la censura del ejército. Días después, Hadashot publicó en primera plana una fotografía de Alex Levac en la que uno de los secuestradores aparecía vivo y plenamente consciente mientras lo sacaban del autobús. La publicación de la fotografía causó un escándalo público y numerosas voces comenzaron a reclamar que se investigasen las circunstancias que rodearon las muertes de los secuestradores.

### Las horas siguientes
Moshe Arens, que dio su visto bueno a la operación, argumentó tras la crisis que, pese a las víctimas civiles, la operación fue "absolutamente necesaria." Además, añadió que "fue una noche larga y difícil, y seguimos la política tradicional de Israel de no acceder a las demandas de los terroristas."
A las 8:00 de la mañana posterior al secuestro, fuerzas del ejército israelí comenzaron a demoler las viviendas de los familiares de los cuatro secuestradores.

## Los secuestradores
En Damasco, un miembro del Frente Popular para el Liberación de Palestina llamado Bassam Abu Sharif declaró que su organización era la responsable del ataque. Añadió que los secuestradores exigían la liberación de 30 presos de la cárcel de Nafha, en Israel. Sin embargo, fuentes israelíes rechazaron esta asunción de responsabilidad y culparon a Fatah de estar detrás del secuestro.
Según el testimonio de algunos de los pasajeros, tres de los secuestradores eran "jóvenes"; una fuente calculó sus edades en 16, 19 y 20 años. Además, añadieron que "se comportaron muy amablemente, hay que admitirlo". Por otro lado, el líder del grupo fue descrito como alguien de unos 26 años y más duro. La radio estatal israelí señaló que provenían de los territorios palestinos ocupados, aunque no aclaró si se trataba de la Franja de Gaza, Cisjordania o Jerusalén Este.

## Consecuencias
Tras la ejecución, diversos miembros del Shin Bet dieron falso testimonio sobre su implicación en el caso. La censura militar israelí prohibió en un principio la cobertura mediática del secuestro, pero la publicación de información al respecto en la prensa extranjera primero y en los propios medios de comunicación israelíes después originaron un escándalo que llevó a muchos israelíes a exigir que se investigasen las circunstancias que rodearon las muertes de los secuestradores.  Más tarde se hizo público que una serie de miembros del Shin Bet habían tratado de implicar al general mientras encubrían quién dio la orden directa de asesinar a los prisioneros: el director del Shin Bet Avraham Shalom.  Poco después, Avraham Shalom dimitió y recibió un indulto presidencial por delitos sin especificar. Muchas otras personas involucradas recibieron indultos incluso antes de que se presentasen cargos contra ellas. Como consecuencia de este escándalo se estableció la comisión Landau con el objetivo de investigar los métodos del Shin Bet.

### La primera investigación
Solo una semana después del secuestro, David Shipler, corresponsal del The New York Times en Israel, envió un informe que revelaba que el periódico israelí Hadashot tenía una fotografía tomada por Alex Levac de uno de los secuestradores esposado mientras lo trasladaban. Sus periodistas habían identificado al hombre como Majdi Abu Jummaa, de 18 años de edad, uno de los cuatro secuestradores muertos. Esta noticia comenzó a publicarse a lo largo de todo el mundo.
La historia llegó a Israel el domingo 22 de abril mediante la publicación Al HaMishmar del partido Mapam. En un artículo de primera página que logró pasar la censura militar, citaba "fuentes de altos cargos autorizados" que afirmaban que no había más alternativa que el establecimiento de una comisión de investigación por las muertes de los dos secuestradores.
El 24 de abril, David Shipler fue convocado a la oficina del director de la oficina de prensa del Gobierno, Mordechai Dolinsky, y recibió una "dura reprimenda." Se cree que no perdió sus credenciales de prensa israelíes porque, en cualquier caso, iba a abandonar el cargo en breve.
El 25 de abril, el semanal HaOlam HaZeh (Este Mundo), que la semana anterior había aparecido con secciones en blanco, publicó en su portada la imagen borrosa de un hombre siendo trasladado. El editor de la revista, Uri Avnery, había conseguido sobreponerse a la oposición de la censura tras amenazar con llevar el caso al Tribunal Supremo de Israel. Yossi Klein, editor de Hadashot, confirmó a los corresponsales que el hombre de la fotografía no era Majdi Abu Jammaa.
El 27 de abril, el diario Hadeshot recibió la orden de detener sus publicaciones durante cuatro días. Este castigo, que no se había aplicado a una publicación judía israelí en los quince años precedentes, se debió a que Hadeshot había informado de que el ministro de Defensa, Moshe Arens, había ordenado la creación de un comité de investigación al mando del General en la reserva Meir Zorea. El Ministerio de Defensa había informado de esto al Comité de Editores a condición de que la información permaneciese secreta. Hadeshot, que pertenecía a los editores del respetado diario Ha'aretz, no era miembro de este Comité de Editores.
El 29 de mayo, el Comité de Asuntos Exteriores y Seguridad del parlamento israelí recibió en secreto el informe de Zorea. Sus hallazgos no se hicieron públicos, pero se dijo de ellos que habían "aturdido al aparato de seguridad." A su vez, Hadashot refutó las declaraciones de Moshe Arens en las que afirmaba que no había estado presente en la escena del secuestro; este diario afirmó que su fotógrafo había permanecido junto a él poco antes de tomar la fotografía de Majdi Abu Jammaa. También hubo preocupación por una entrevista televisiva que Arens había concedido poco después del secuestro, en la que declaró: "Quienquiera que planee actos terroristas en Israel tiene que saber que no saldrá vivo". El Jefe del Estado Mayor del ejército israelí, Rafael Eitan, había realizado una declaración similar: "los terroristas tienen que saber que no saldrán vivos de una operación así".

### El juicio
En 1985, el Brigadier General Yitzhak Mordechai (que había dirigido el asalto al autobús) y otras once personas relacionadas con el caso fueron llevadas a juicio por el asesinato de los dos prisioneros. Se les acusó de formar parte de un grupo mayor de gente que golpeó y pateó a los prisioneros hasta la muerte. Hubo testigos que describieron al general golpeando a los prisioneros con una pistola. Sin embargo, fue declarado inocente de los cargos, tras lo que se retiraron las acusaciones contra el resto de implicados. En la primavera de 1986, el subdirector del Shin Bet, Reuven Hazak, y dos oficiales de esta agencia llamados Rafi Malka y Peleg Raday se reunieron con el Primer Ministro Shimon Peres y acusaron al superior de estos, Avraham Shalom, de haber ordenado los asesinatos y coordinado las versiones de los testigos en el caso contra el general Mordechai. Peres se negó a actuar conforme a esta información y los tres oficiales fueron expulsados del Shin Bet. Entonces dieron pruebas al Consejo Jurídico del Gobierno de Israel (dirigido por Yitzhak Zamir) que llevaron a este a lanzar una investigación criminal contra los altos cargos del Shin Bet acusados de encubrir los asesinatos. Al oír las pruebas, Zamir abrió una investigación policial sobre la actuación del Shin Bet y, más en concreto, sobre el papel que había jugado su director. En mayo de 1986, el propio Zamir fue obligado a dimitir entre acusaciones de poner en riesgo la seguridad nacional por negarse a cerrar sus investigaciones. Los medios de comunicación internacionales informaron de su renuncia y los diarios israelíes consiguieron esquivar la censura militar con revelaciones sobre la actuación del Shin Bet. Se hizo público que Avraham Shalom estaba acusado de ordenar el asesinato de los dos prisioneros y de organizar un elaborado entramado para encubrir sus acciones e implicar al general Mordechai.
En junio de 1986, un juez poco conocido, Yosef Harish, fue nombrado presidente del Consejo Jurídico, tras lo que el Presidente de Israel, Chaim Herzog, concedió un indulto para cualquier crimen que Shalom y otros cuatro oficiales del Shin Bet hubieran cometido. El Tribunal Supremo de Israel examinó la validez de estos indultos. Durante la apelación aparecieron documentos en los que Shalom afirmaba que todas sus acciones habían sido "autorizadas y aprobadas." Esta declaración implicaba al Primer Ministro en el momento de los asesinatos, Yitzhak Shamir.
El 6 de agosto de 1986, el Tribunal Supremo ratificó los indultos, a pesar de lo cual el presidente del Consejo Jurídico prometió que habría una investigación al respecto.

### Consecuencias del incidente
El incidente del autobús 300 dañó significativamente la reputación y la imagen pública del Shin Bet en Israel. También propició una revaluación de la censura en Israel después de que se hiciese evidente que los censores habían contribuido al encubrimiento del incidente.
Como parte de la investigación del Shin Bet durante el incidente se descubrió que esta organización usaba de manera regular la fuerza física en sus interrogatorios, lo que supuso el establecimiento de la Comisión Landau para investigar los métodos de interrogatorio y otros procedimientos de la organización.
Según el periodista israelí Gideon Levy, las personas que descubrieron el escándalo nunca recibieron reconocimiento alguno, mientras que quienes  encubrieron el incidente tuvieron exitosas carreras.

### Ehud Yatom
En 1996, el agente del Shin Bet Ehud Yatom dio una entrevista al diario Yediot Aharonot en la que declaraba: "aplasté sus cráneos" bajo las órdenes del director del Shin Bet Avraham Shalom, así como "estoy orgulloso de todo lo que he hecho." Yatom contó que colocó a los hombres en una camilla dentro de una furgoneta. "De camino recibí la orden de Avraham Shalom de matar a los hombres, así que los maté." También declaró que "solo unas manos limpias y éticas en el Shin Bet pueden hacer lo que es necesario en un estado democrático." Entre 2003 y 2006, Yatom fue parlamentario en el Knéset.

## Cultura popular
Uri Barbash dirigió la miniserie Kav 300, estrenada en 1997 en la televisión israelí. La serie se centraba en el "conflicto jurisdiccional entre el Consejo Jurídico y el Director del Shabak tras el asesinato de los dos terroristas capturados por el Shabak". En 2011, Gidi Weitz dirigió Alef Techasel Otam, un documental sobre el incidente que fue emitido bajo un gran escrutinio y mucho interés de la audiencia en el Canal 10. El documental, The Gatekeepers también hace alusión al incidente del bus 300. Rotem Shamir dirigió la película Rescatad el Autobús 300, protagonizada por Daniel Gal como Irit Portuguez, producida por Keshet Broadcasting y emitida en el canal Keshet 12 el 5 de mayo de 2018.